# Prato alla Drava

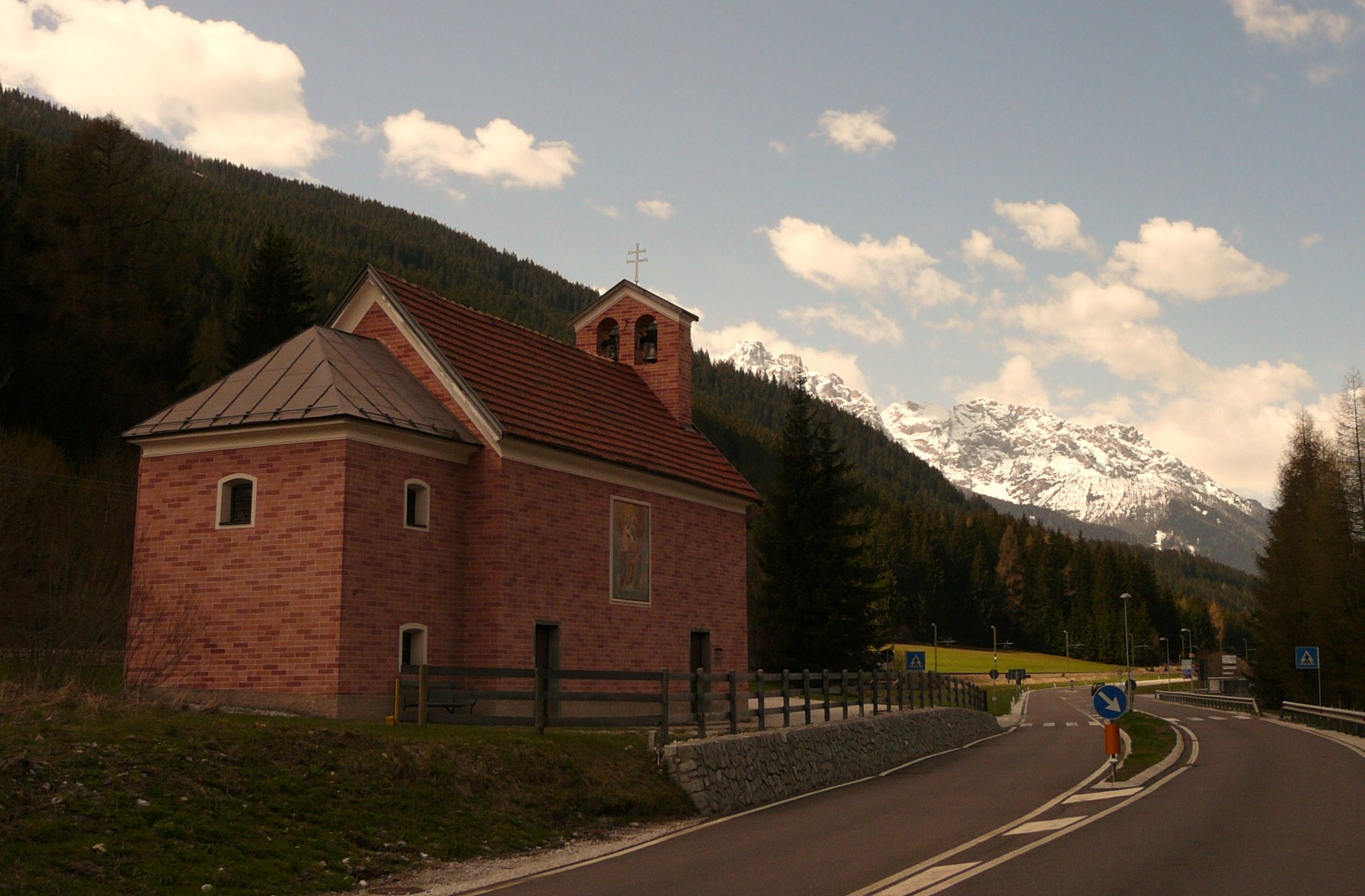
La cappella di Loreto

Prato alla Drava (Winnebach in tedesco) è una frazione del comune di San Candido (ted. Innichen), nella provincia autonoma di Bolzano. Fino al 1928 fu comune autonomo, come Versciaco (ted. Vierschach).

## Geografia fisica
Esso è l'ultimo paese italiano, presso il confine con l'Austria, nell'Alta Val Pusteria, ad un'altitudine di 1188 m s.l.m. Con il nome Pusteria si intende sia la valle del fiume Rienza, tributario dell'Isarco, sia l'alta valle della Drava, affluente del Danubio e appunto Prato Drava si trova sulla Drava, alla confluenza di un piccolo rio che in passato devastò il paese con ripetute alluvioni.

## Origini del nome
Il nome della località è attestato la prima volta nel 1242 quale Windebach, nel 1255 quale Winnebach e nel 1299 quale Winnenpach ed è composto dal verbo alto tedesco medio "winnen" (scatenarsi) e dal suffisso tedesco "bach" (torrente), significa cioè "torrente scatenato". Il nome italiano è stato adottato nel 1923 su proposta di Ettore Tolomei.

## Storia
Con il nome in lingua tedesca, Winnebach è espressamente nominata nel Trattato di pace di Saint Germain per la determinazione della linea di confine:
la linea dello spartiacque tra il bacino della Drava a Est e dell'Adige a Ovest;
da là, verso Sud-Est e fino alla quota 2483 (Helm Spitz):
una linea da determinare sul terreno che attraversa la Drava tra le località di Winnbach e
Arnbach;
da là, verso Est-Sud-Est e fino alla quota 2050 (Osternig), a circa 9 chilometri a NordOvest
di Tarvisio:
la linea dello spartiacque entro: da una parte il bacino della Drava al Nord, e, dall'altra
parte, successivamente, i bacini del Sextenbach, del Piave e del Tagliamento;»
Data la sua posizione di confine, la città venne adibita ai tempi di Mussolini, ad una funzione ritardante, nel caso in cui Hitler avesse voluto invadere l'Italia da lì. Furono quindi costruiti numerosi bunker sulle cime di confine più alte, ma anche nel paese, dove ancora oggi è visibile un fossato anticarro, a forma di "Y" che taglia il paese. Queste opere fortificate facevano parte dello sbarramento Prato Drava del Vallo Alpino in Alto Adige. In posizione maggiormente arretrata si trova la sede del distaccamento della Milizia Confinaria, facente parte della Milizia Volontaria per la Sicurezza Nazionale (MVSN).
È in corso la realizzazione, insieme a Versciaco, di un impianto di teleriscaldamento, alimentato con la biomassa di recupero delle locali segherie.

## Monumenti e luoghi d'interesse

### Architetture religiose

#### Chiesa parrocchiale di San Nicolò
La chiesetta sorge sopra una collinetta, ed è circondata da un piccolo cimitero. La collinetta è raggiungibile attraverso una Via Crucis, le cui cappelle contengono statue lignee, nel tipico stile.
La chiesa è originaria del XII secolo, ampliata in stile gotico nel XVI secolo e resa barocca all'interno grazie alla maggiore disponibilità economica del tempo.

#### Cappella di Loreto
La sua origine è dovuta a Johann Klettenhammer, oste del paese, che di ritorno da un pellegrinaggio a Loreto, riportava una copia di quella chiesa. Da qui ne fece costruire una copia accanto a casa sua, nello stile e nella forma della cappella delle Grazie. La sua costruzione si ebbe nel 1650. Nel 1761, la chiesa fu investita dai detriti dei due torrenti (Mittereggerbach e Mühlbach) tanto che dovette essere rialzata. Nel 1719, 1755, 1763, 1882 e infine nel 1965 si accumularono sempre dei grossi detriti accanto alla cappella, ma senza mai distruggere la cappella. Questo è considerato dai più devoti come un miracolo.
L'affresco esterno rappresenta il leggendario trasporto della santa Casa a Loreto.
Fino al 1870, accanto a questa cappella, sorgeva lo storico albergo Klettenheim (Klettenham), che fu demolito per far spazio alla linea ferroviaria. Per i locali, il nome di questa cappella è Klettenhammerkirchl.

## Infrastrutture e trasporti
Prato alla Drava ha una propria stazione ferroviaria - ora chiusa al traffico - sulla linea internazionale San Candido-(Lienz)-Maribor, linea gestita dalle ferrovie federali austriache anche nel tratto in territorio italiano. In passato la stazione era stata disabilitata per problemi di controllo doganale. Realizzata l'Unione europea e venuti meno i motivi della chiusura della stazione, non si è tuttavia provveduto a ripristinarla.
Anche i servizi autobus nel tratto italiano e in quello austriaco sono stati per molti anni completamente separati. Solo dal 2008 vi è un servizio pubblico di autobus tra San Candido e Sillian.
Per il paesino passa la pista ciclabile Dobbiaco - Lienz che da Dobbiaco porta a Lienz e parte anche la Jakobsweg, ovvero un tratto del Cammino di Santiago di Compostela.